# Bahnhof Güntersberge

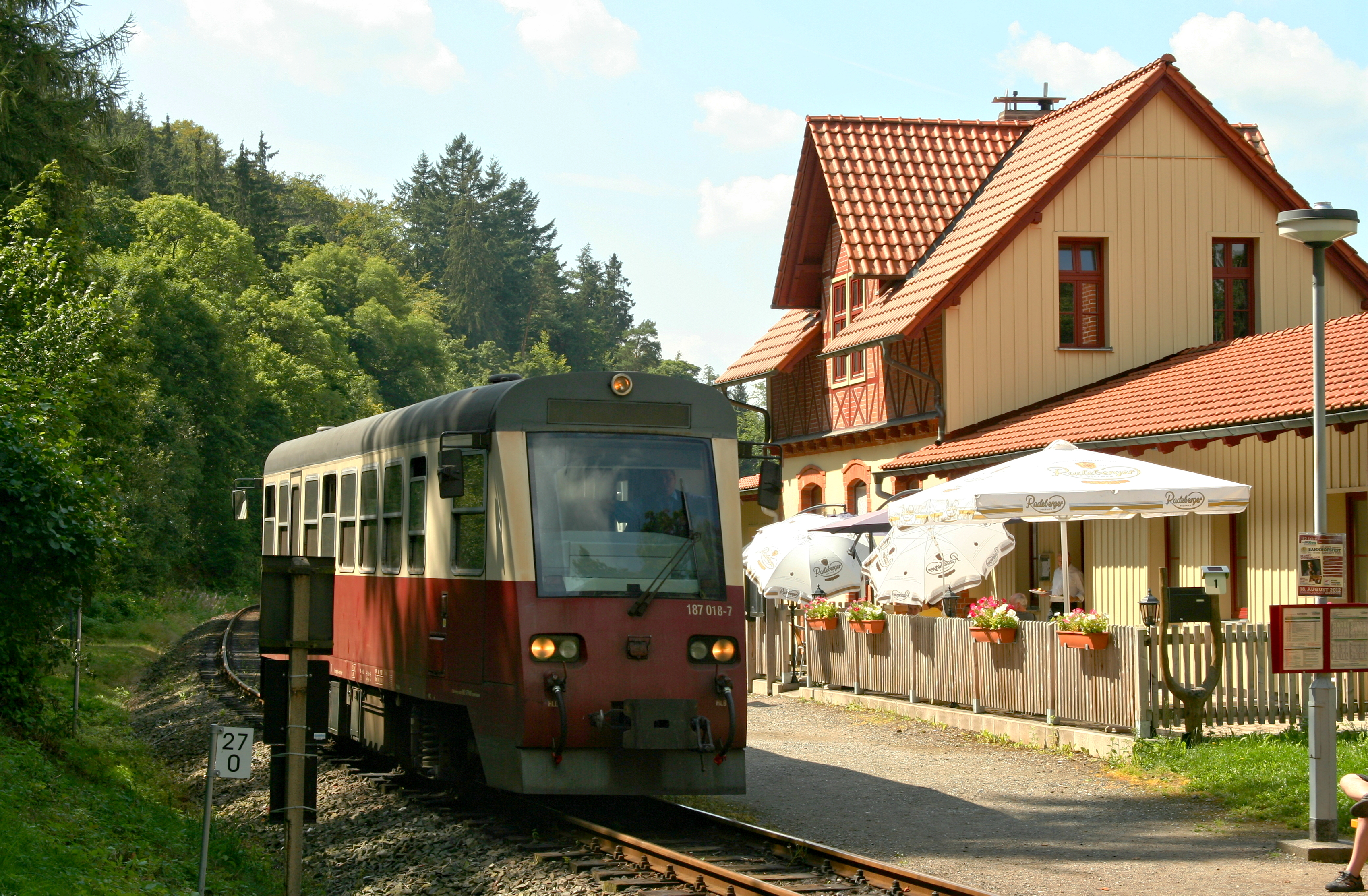
Triebwagen der Selketalbahn im Bahnhof, 2012

Der Bahnhof Güntersberge liegt an der Selketalbahn in der Ortschaft Güntersberge der Stadt Harzgerode im Harz in Sachsen-Anhalt. Betrieblich war die Station früher ein Bahnhof, mittlerweile ist sie nur noch Haltepunkt. Das Bahnhofsgebäude mit Gepäckschuppen und Wartehalle ist denkmalgeschützt.

## Lage
Er befindet sich südlich des Stadtzentrums von Güntersberge in der Bahnhofstraße. Etwas nördlich führt der Selketalstieg entlang.

## Architektur und Geschichte
Der Streckenabschnitt der Selketalbahn zwischen Straßberg und Stiege, an dem der Bahnhof Güntersberge liegt, wurde 1890 in Betrieb genommen. Zu diesem Zeitpunkt wurde das Bahnhofsgebäude samt Anbau fertiggestellt. Andere Angaben nennen als Entstehung des zweigeschossigen Empfangsgebäudes erst die Zeit um 1910. Die Fassade des in Fachwerkbauweise errichteten Baus wird von einem dekorativ gestalten Fachwerk geprägt. Zum Bahnhof gehört neben einem Gepäckschuppen eine eingeschossige Wartehalle. Bereits bei der Eröffnung des Bahnhofs bestand dort eine Gastwirtschaft. Der Wirt, der zudem Fahrkarten verkaufte, lebte mit seiner Familie in der Mansarde des Bahnhofs.
Während der Bahnhof heute vor allem touristische Funktion hat, war er zum damaligen Zeitpunkt ein wichtiger Bahnhof für den regionalen Personenverkehr und Umschlagplatz für Waren. Es waren zwei Hauptgleise und ein zum Güterschuppen und zur Laderampe führendes Nebengleis vorhanden. Östlich des Bahnhofs wurde ein Lokschuppen errichtet. Außerdem bestand am Bahnhof eine Wasserentnahmestelle für Lokomotiven.
In den 1930er Jahren erfolgte ein Anbau. Die Bahnhofsgaststätte hatte die Versorgung der Mitarbeiter eines benachbarten Sägewerks übernommen, außerdem kamen verstärkt Touristen.
Nach dem Zweiten Weltkrieg wurden von März bis April 1946 die Gleise der Selketalbahn in diesem Bereich im Zuge von Reparationsleistungen an die Sowjetunion demontiert. Die Bahnhofsgaststätte wurde weiterhin betrieben und diente der Versorgung einer benachbarten Maschinen-Traktoren-Station. Das Bahnhofsgebäude wurde einem VEB übertragen, der es an Wirte verpachtete. Als erste Wirte nach dem Krieg waren bis zum Anfang der 1970er Jahre Ella Börner und ihr Schwager tätig. Nach Familie Börner erfolgte eine Verpachtung an den FDGB-Feriendienst. Dieser betrieb hier mit Frau Bosse und Frau Waldheim ein Café und Imbiss. Nachdem die beiden in den Ruhestand getreten waren, wurde der Gaststättenbetrieb eingestellt. Der Bahnhof diente danach als Wohnhaus.
Um für ein in Silberhütte bestehendes Werk Kohle anliefern zu können, entschloss sich die Deutsche Reichsbahn, die Lücke in der Eisenbahnstrecke zwischen Straßberg und Stiege wieder zu schließen. Ab 1983 wurde der Bahnbetrieb unter anderem mit Rollwagenbetrieb wieder aufgenommen. Die Bahnhofsgaststätte wurde wieder eröffnet. Erster Wirt war nun Andreas Schumann. Es wurde ein neuer Anbau für die Toiletten errichtet und weitere Umbauten vorgenommen. Schumann gab 1993 aus wirtschaftlichen Gründen auf. Der Nachfolgebetrieb des VEB IOAG, die Galfitc GmbH nutzte das Bahnhofsgebäude zunächst als Lager. Sie ließ das Dach neu decken. Es erfolgten Sanierungsmaßnahmen bis hin zu einer teilweisen Entkernung und Trockenlegung des Fundaments. Eine geplante anderweitige Nutzung konnte die Galfitc aufgrund einer Insolvenz nicht mehr umsetzen.
Das Bahnhofsgebäude stand danach länger leer und erlitt Vandalismusschäden. 2007 wurde es durch neue Betreiber erworben und über eineinhalb Jahre saniert. Am 20. Dezember 2008 erfolgte die Neueröffnung der Bahnhofsgaststätte Zum Bahnhof. Seit August 2010 gibt es zwei Gästezimmer.
Im örtlichen Denkmalverzeichnis ist der Bahnhof unter der Erfassungsnummer 094 84949 als Baudenkmal verzeichnet.